# Canon PowerShot SX70 HS
SX60 HS -
Le Canon PowerShot SX70 HS est un appareil photographique bridge à zoom puissant annoncé par Canon en décembre 2018. Il remplace le 60 HS dont il conserve le zoom optique 65x qui couvre la focale équivalente en 35 mm de 21-1365 mm.

## Comparaison aux modèles précédents
| Modèle            | PowerShot SX40 HS | PowerShot SX50 HS  | PowerShot SX60 HS  | PowerShot SX70 HS  |
| ----------------- | ----------------- | ------------------ | ------------------ | ------------------ |
| Pixels            | 12.1 MP           | 12.1 MP            | 16.1 MP            | 20.3 MP            |
| Plage focale      | (35x) 24 - 840 mm | (50x) 24 - 1200 mm | (65x) 21 - 1365 mm | (65x) 21 - 1365 mm |
| Plage d'ouverture | f/2.7 - f/5.8     | f/3.4 - f/6.5      | f/3.4 - f/6.5      | f/3.4 - f/6.5      |
| Plage ISO         | 100 - 3200        | 80 - 6400          | 100 - 6400         | 100 - 3200         |
| Taille LCD (")    | 2.7               | 2.8                | 3.0                | 3.0                |
| Poids             | 557 g             | 551 g              | 649 g              | 608 g              |
| Connectivité      |                   |                    | WiFi intégré       | WiFi intégré       |